# Спиридон Поповић
Спиридон Шпиро Поповић (Шибеник, 20. август 1808 — Шибеник, 12. септембар 1866) био је српски филолог, писац и преводилац.

## Биографија
Отац Божо, трговац у Шибенику, помагао је развој просвјете схватајући да је значајна за буђење националне свијести.
Спиридон је завршио гимназију у Сремским Карловцима, гдје је наставио да учи богословију, коју је због очеве смрти напустио и вратио се у Шибеник (1826). У Шибенику постаје секретар Јосифа Рајачића. Посветивши се у то вријеме филолошким студијама и историји књижевности, посебно италијанске и њемачке, чланке пише на српском народном језику. Сакупља народне пјесме за Николу Томазеа. Међу првима је присталицама Илирског народног покрета у Далмацији. Залаже се за његовање и бори за употребу народног умјесто туђег језика. Активан је учесник у биткама за отварање школа на народном језику.
У књижевности се појавио (1838) пјесмама од којих је објављено само девет, затим путописима, студијама и чланцима из области националне књижевности и народне културе. Преводио је са енглеског, француског, талијанског и њемачког. Сарађивао је са својим савременицима (Вуком Караџићем, Гајем, М. Баном) и у свим српским листовима који су излазили на подручју Аустроугарске и Србије. Као подучаватељ Николе Томазеа на српском језику је имао великих непилика од власти. Томазео је свом учитељу посветио Искрице. Покушај да покрене свој лист Маслина на српском језику није успио, јер му је полиција то бранила због сарадње са Николом Томазеом и страха од његовог љевичарења. Умро је у 58. години живота.